# Val di Fiemme

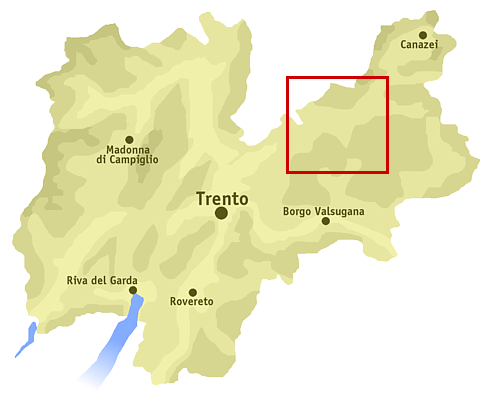

Val di Fiemme (en español: valle Fiemme) es un valle en la provincia de Trentino, al norte de Italia, en los montes Dolomitas. Es famoso por su estación de esquí que ha albergado el Campeonato Mundial de Esquí Nórdico en tres ocasiones, 1991, 2003 y 2013.

## Historia
En la Antigüedad clásica, el valle fue parte de la Galia Cisalpina, una provincia del Imperio Romano. Desde comienzos del siglo XIX gracias al Tratado de Lunéville, el valle formó parte del Imperio austríaco, y a partir de 1919 con el Tratado de Saint-Germain-en-Laye formó parte del Reino de Italia.